# Famille Della Scala
Pour les articles homonymes, voir Scaliger.
La famille Della Scala, appelée également en italien famiglia scaligera ou gli Scaligeri, est une dynastie qui gouverne la cité de Vérone, en Italie, durant 125 ans, de 1262 à 1387. De nombreux membres de cette famille exercent des fonctions militaires, politiques et administratives dans les communes, puis les seigneuries de Vénétie dès le XIIIe siècle et imposent progressivement leur seigneurie à Vérone, puis à Vicence. À leur apogée, les Della Scala n'ont pas d'égal en puissance et en richesse parmi les princes d'Italie.

## Origines de la famille
Le premier membre de la famille qui laisse une trace écrite est Arduino della Scala, « possidente di riguardo e mercante di panni » qui se présente, dans un document datant de 1180, comme « d'origine latine ». Deux de ses fils sont connus : Leonardino et Balduino, qui a lui-même un fils, Jacopino (ou Giacomino) della Scala, marchand de laine, considéré comme l'ancêtre des seigneurs de Vérone. À Vérone même, la famille Della Scala est citée à partir de la fin du XIe siècle. Elle fait alors partie de la classe aisée et compte dans ses rangs des hommes de loi et des membres de l'administration communale. Quand Ezzelino III da Romano domine Vérone, deux frères, Federico et Bonifacio della Scala, sont proches du tyran. En 1259, ce dernier confie la charge de podestat de Vérone, qu'il vient de rétablir après avoir tenu la cité via des vicaires, à Mastino della Scala.

## Contexte communal et prééminence de la classe marchande
Mastino, fils de Jacopino n'est pas particulièrement riche et ne possède pas de titre de noblesse, mais il est un habile politique, compétent et plein d'autorité. Il est surtout partisan de la paix, un point fondamental pour les Véronais, qui sortent à l'époque (1259) de la brève mais sanglante parenthèse qu'a constitué pour eux la tyrannie d'Ezzelino III da Romano.
Mastino assume des responsabilités croissantes au sein de la Domus Mercatorum de Vérone, l'association des marchands de Vérone, qui est à l'époque l'élément clé de la vie politique de la cité. Les corporations marchandes y sont représentées par leurs maîtres, les gastaldoni, dont l'assemblée élit le podestat des Marchands et pèse de tout son poids sur les magistrats (juges et consuls) et les conseils (Grand conseil, conseil des Quatre-vingts, conseil des Anciens) qui animent la vie politique de Vérone. Les gastaldoni débattent sur tout ce qui peut leur sembler utile à la commune, dans le respect des statuts de la cité. Le podestat de la cité, est tenu de présenter leurs délibérations au Grand conseil, qui ne fait que les approuver. Dans les deux semaines qui suivent sa nomination, le podestat de la cité, qui doit statutairement être étranger à la ville, a l'obligation de reconstituer le Grand conseil avec l'aide des « anciens ». Avec son adjoint (le « vicario »), il exerce le pouvoir exécutif, tandis que le pouvoir judiciaire est exercé par les juges et les consuls, le pouvoir législatif étant confié au Grand conseil.
| • L'échelle porte4 ou 5 barreaux.  |  | Blasons• Variante avec chiens affrontés.  |  | • Variante avec aigle impériale. |
| • L'échelle porte 4 ou 5 barreaux. |  | Blasons • Variante avec chiens affrontés. |  | • Variante avec aigle impériale. |

## Succession, apogée et chute des Della Scala

### Mastino I
À l'époque de Mastino I, le pouvoir réside principalement entre les mains des corporations. Les féodaux en sont exclus statutairement et ne peuvent assumer aucune fonction officielle. C'est l'importance donnée, à l'intérieur des corporations, à celle des marchands, à laquelle appartiennent les Della Scala, qui va leur permettre de concentrer le pouvoir au sein de la famille. Mastino gagne en influence, en s'appuyant d'une part sur les marchands, riches et majoritaires au sein du Grand conseil, et, d'autre part, sur l'argent du clergé local. Au moment de la chute d'Ezzelino III da Romano, Mastino est podestat de la cité. Reconduit par acclamation par la population libérée de la tyrannie d'Ezzelino, il prend, pour se démarquer du mandat précédent, le titre de podestà del Popolo. En 1262, on le retrouve élu capitano del Popolo et solidement appuyé par deux de ses frères, Alberto et Bocca. C'est de la conjonction progressive des fonctions de podestat des Marchands avec celles de capitaine du Peuple que va naître la Seigneurie de Vérone.
À la tête de la cité, Mastino prend le parti de l'Empereur et range durablement Vérone dans le camp gibelin. Il profite des conflits territoriaux qui opposent Vérone à ses voisins pour concentrer le pouvoir, s'imposer comme arbitre et sceller des alliances, dont la principale, passée avec Mantoue, va durer soixante ans. Son parti pris pour l'Empire oblige Mastino à faire des concessions au Pape, avec lequel les relations restent toujours tendues, sans que cela influe par ailleurs sur le comportement bienveillant du clergé local.
Pendant quatorze ans, de 1263 à 1277, Mastino domine Vérone, sans y assumer, la plupart du temps, de charge officiellement reconnue par les statuts de la cité. Son emprise sur les affaires communales s'installe de facto et il procède à une refonte des statuts communaux, préparant le terrain à son successeur, qui se voit reconnaître, à sa mort, des pouvoirs entérinés par un simple état de fait.
Le 26 octobre 1277, Mastino est assassiné alors qu'il traverse la piazza dei Signori. Le lendemain du meurtre, c'est Alberto, le frère du défunt, que le podestat du moment propose à l'assemblée du peuple et aux notables pour devenir « capitaine général à vie », entérinant ainsi l'emprise des Scaliger sur Vérone.

### Alberto I
Après l'assassinat de son frère, Alberto prend les rênes de la ville, qu'il va diriger de 1277 à 1301, luttant incessamment contre la faction rivale des Sambonifacio soutenus par la Maison d'Este. Tout en respectant les formes de l'ancienne Commune, Alberto gouverne Vérone comme bon lui semble et en modifie les statuts. Il a la haute main sur le patrimoine de la ville, il peut intervenir sur les jugements passés par le podestat, les juges et les consuls, et ses décisions sont effectives immédiatement. En tant que podestat des marchands, rôle qu'il assume depuis de longues années, il est le maître des décisions concernant l'économie de la cité. Les bannières des corporations et l'étendard du peuple sont déposés entre ses mains et il est placé à la tête des forces armées véronaises.
Alberto donne à l'Église des gages qui permettent à Vérone de revenir dans les bonnes grâces de Rome et ne néglige pas de placer ses hommes dans la hiérarchie catholique locale : son fils Alboino est fait chanoine de la cathédrale en 1289. Les rejetons de la noblesse locale alliée des della Scala obtiennent également des places de choix, ainsi qu'un fils illégitime d'Alberto, Giuseppe, qu'il impose en 1292, comme abbé, aux religieux de San Zeno. Alberto disposera d'ailleurs à sa guise des biens de l'abbaye, faisant don de terres appartenant aux moines pour se concilier les bonnes grâces de la famille Bonnacolsi,. En 1296, Alberto fait insérer dans les Statuts de la ville la bulle Contra Hæreticam Pravitatem du pape Alexandre IV, condamnant dix-neuf sortes d'hérésie et promettant leurs pratiquants au bûcher. Une dernière chance de sauver leur vie leur est donné par un décret pris simultanément qui leur ordonne de quitter Vérone séance tenante. Le pouvoir et la richesse des Della Scala leur permettent d'entretenir un réseau de clients qui garantissent la paix civile à Vérone. Alberto modifie les statuts à de très nombreuses reprises pour consolider la seigneurie. Son administration se préoccupe également de la police sanitaire, prohibe le travail du dimanche, réglemente le port des bijoux en public ainsi que les modalités des funérailles. Des dispositions sont prises pour améliorer la voirie, la collecte des déchets, la lutte contre les incendies.
La situation encore fragile de Vérone et les inclinaisons personnelles d'Alberto della Scala l'incitent à la prudence en matière de politique extérieure. Il lui est cependant impossible de rester totalement à l'écart des querelles de ses voisins. Afin de préserver ses intérêts stratégiques, il engage ainsi Vérone au sein de plusieurs ligues, en particulier contre Padoue (1278) et contre Ferrare (1293). Il mène par ailleurs une politique matrimoniale active qui permet à la famille Della Scala de se lier aux plus anciennes et plus nobles familles d'Italie : Este (Ferrare), Bonnacolsi (Mantoue), Visconti (Milan),, et même à celle de l'Empereur. Il renforce les liens de Vérone avec Mantoue et intervient directement dans les affaires de la ville.
Les expansions territoriales accomplies par Alberto sont modestes, mais stratégiques. Il s'approprie les châteaux de Rovereto et de Mori. Le premier permet aux Della Scala, qui verrouillent déjà la route d'Allemagne grâce à la Cluse de Vérone, de contrôler la vallée de l'Adige vers Trente, et le second de maîtriser la seule route praticable reliant le col du Brenner au nord du lac de Garde. En 1301, les Della Scala prennent le contrôle de la pointe nord du lac de Garde.
Avec la concentration du pouvoir entre ses mains, la famille Della Scala doit faire face à plusieurs complots et, en 1299, à une insurrection fomentée de l'extérieur par des familles guelfes. Le complot est éventé et une répression féroce s'abat sur des centaines de conjurés. Cette purge permettra, deux ans plus tard, à Bartolomeo de prendre la succession de son père en toute sérénité. Elle alimente cependant le contingent des exilés qui, de l'extérieur, vont continuer à conspirer contre les Scaliger,.
En janvier 1292, Bartolomeo della Scala est capitaine général de Vérone. Son père l'associe au gouvernement et le prépare à assurer sa succession. En novembre 1294, après la victoire de Padoue sur Ferrare (qu'il considère comme la sienne) Alberto organise à Vérone une curia (ou corte bandita) qui incarne la puissance et le projet délibérément dynastique des Della Scala. Il profite de l'occasion pour faire chevalier ses fils Bartolomeo et Cangrande, son neveu Nicolò (le fils de Mastino) et deux petits-neveux Federico et Alberto, petit-fils de son défunt frère Bocca.
Le 1er avril 1301, débute la construction, sur la piazza delle Erbe, de la nouvelle casa dei Mercanti, toute de pierre et de marbre, qui remplace l'ancienne bâtisse de bois et de briques. Le 3 septembre de la même année, Alberto della Scala meurt. Il laisse derrière lui son épouse, une fille, et les trois fils qui vont lui succéder : Bartolomeo, qui assurera la tutelle de ses deux cadets et décédera en 1304, Alboino qui mourra en 1311 et Cangrande, son préféré, qui portera la dynastie à son apogée jusqu'à sa mort en 1329.

### Bartolomeo I et Alboino
À la mort d'Alberto, la situation politique n'est pas encore suffisamment consolidée pour que les Della Scala puissent se transmettre ouvertement le pouvoir. Au lendemain du décès de son père, Bartolomeo, capitaine général depuis une dizaine d'années, est élu sans coup férir podestat des marchands. La conjonction des deux fonctions lui permet d'exercer, comme son père, le pouvoir absolu dans la cité. Ni guerrier, ni réformateur, ni bâtisseur, Bartolomeo reste dans la mémoire des Véronais comme un seigneur bienveillant et soucieux du bien-être de la population. Il ne va régner que deux ans et demi et meurt le 7 mars 1304 à l'âge de 27 ans. Au moment de son décès, son fils Francesco n'est qu'un enfant et c'est son frère Alboino qui, le 8 mars 1304, est élu capitaine général. Trois jours plus tard, il est nommé podestat des marchands à vie, entérinant l'emprise héréditaire de la famille della Scala sur Vérone et ses possessions.
Alboino va gouverner sept années, seul de 1304 à 1308, puis avec l'aide de son frère cadet Cangrande I, qui lui succède en 1311. Il poursuit l'œuvre de ses prédécesseurs et prépare les futures extensions territoriales de la cité. Contrairement aux premiers Della Scala, qui avaient dû modifier les statuts municipaux pour imposer leur mainmise, Alboino se repose sur leur travail et ajoute peu de dispositions aux textes existants. En 1304, il entre brièvement en conflit avec la république de Venise. Entre 1305 et 1310, il renoue avec la politique antiguelfe des premiers Scaliger et engage à nouveau Vérone contre Ferrare. C'est lors de la signature des accords de Montegrotto (3 et 15 mars 1308), qui marquent la fin du conflit, qu'apparaît pour la première fois, à côté de la signature d'Alboino, celle de son frère Cangrande, qui s'y présente comme capitano penes se (lieutenant). À partir de cette date, Alboino et Cangrande gouvernent ensemble Vérone. En avril 1308, ils garantissent leurs frontières septentrionales en se liant avec Otton, duc de Carinthie, puis s'interposent dans les luttes qui déchirent les cités lombardes en resserrant leurs alliances avec Parme, Brescia, Mantoue, Modène, Plaisance et Reggio.
En 1310, le retour sur l'échiquier politique italien de l'Empire, en la personne d'Henri VII, trouve Vérone en position de force. Les deux frères se comportent en sujets loyaux, mais évitent de mettre en œuvre la politique de réconciliation imposée par l'Empereur, qui souhaite voir les exilés, guelfes ou gibelins, réintégrés dans leurs droits. Le 15 avril 1311, les troupes scaligères font, avec les soldats impériaux, leur entrée dans Vicence, ville prise à Padoue et préfigurant un gain territorial qui sera confirmé en 1312.
En septembre 1311, alors qu'il prend part au siège de Brescia, Alboino est frappé par la contagion qui décime les troupes impériales et meurt le 29 novembre 1311. Cangrande, qui a suivi l'Empereur jusqu'à Gênes, rentre précipitamment pour assurer la continuité du pouvoir. Étant déjà capitano del popolo depuis 1308, il peut s'imposer sans coup férir à la tête de Vérone, dont il va élargir considérablement les possessions. Alboino laisse derrière lui deux fils qui seront tous deux seigneurs de Vérone : Alberto II (né en 1306) et Mastino II (né en 1308).

### Cangrande I

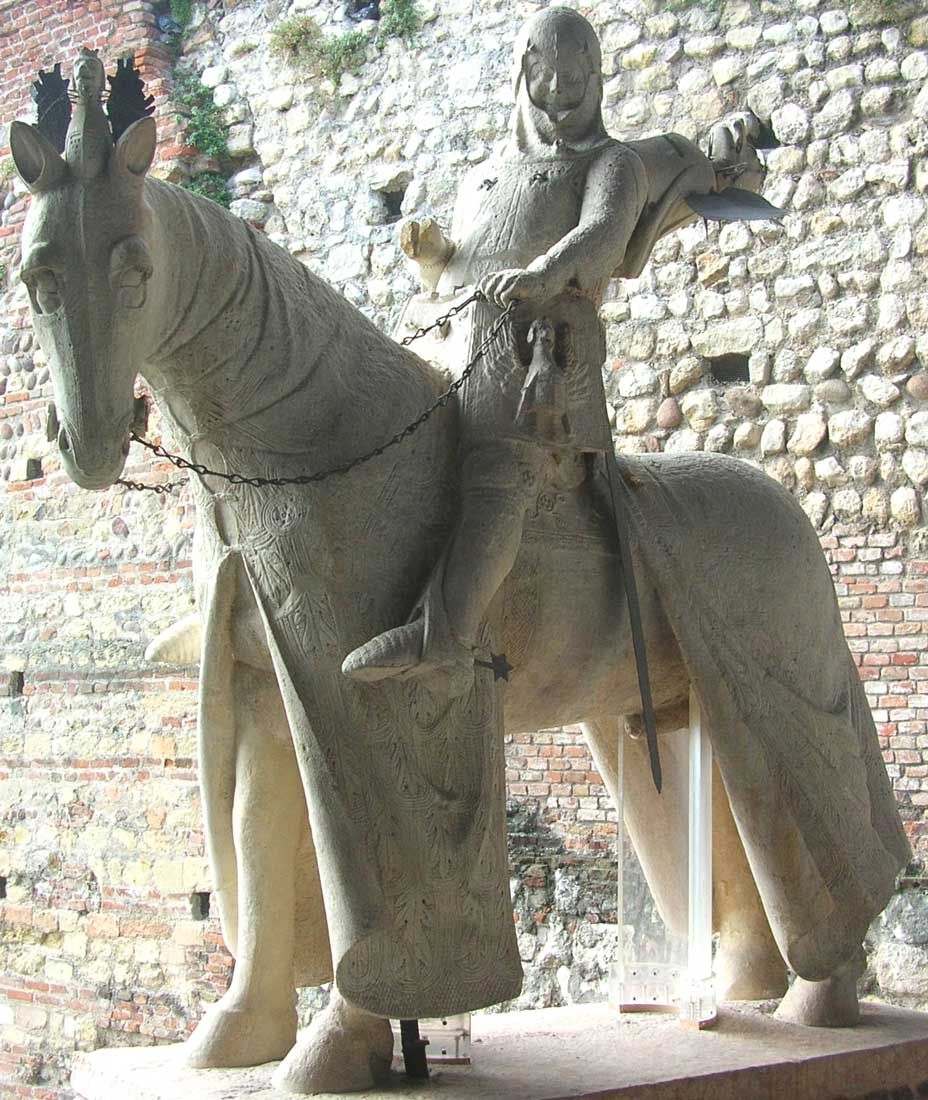
Statue de Cangrande della Scala, Museo di Castelvecchio, Vérone.

Le règne de Cangrande est marqué par une double fidélité : à l'Empire, dont il tire sa légitimité en tant que vicaire impérial ; au parti gibelin, dont il devient le chef incontesté dans le nord de l'Italie. À ce titre, il intervient, seul ou avec ses alliés, en Lombardie, en Émilie et jusqu'à Gênes. Mais sa véritable ambition reste la reconstitution de l'ancienne Marche de Vérone, sur le territoire de laquelle il bataille sans relâche, le plus souvent en lien avec ses alliés de Mantoue. Jouant en permanence sur les luttes internes qui déchirent les cités-états voisines de Vérone, et s'appuyant tour à tour sur leurs exilés ou sur des familles locales, il annexe, entre 1312 et 1329, les provinces de Vicence, de Padoue et de Trévise.
Vérone présente pendant la période de Cangrande une particularité : les citoyens qui en sont bannis en sont expulsés à vie. Privés de refuge dans la province, les exilés ne peuvent que servir de « chair à canon » aux cités qui acceptent de les héberger. L'époque se caractérise également par de bons rapports avec les autorités ecclésiastiques locales. La pression fiscale est importante, en raison de l'exiguïté du territoire en proportion des dépenses très élevées nécessaire à la guerre et au train de vie princier de Cangrande. La dynamique impulsée par Cangrande ne répond pas, en effet, à un développement économique et sa stratégie de conquête ne génère aucune valeur ajoutée au niveau de la Marche.
La domination de Cangrande sur Vérone n'est remise en question qu'une fois . En 1325 la rumeur se répand qu'il est gravement malade. Federico della Scala et Alberto et Mastino, les fils d'Alboino, tentent d'emporter la succession. Federico est capturé, jugé et exilé le 14 septembre et ses amis sont éliminés, tandis que les neveux échappent aux sanctions,.
En 1312, Cangrande intervient dans les affaires de Vicence, qu'il annexe aux possessions de Vérone, repoussant ainsi ses frontières à l'est jusqu'à toucher celles de Padoue. Alarmés par cette expansion territoriale, les Padouans mettent à feu et à sang les campagnes qui entourent Vicence, puis le sud-est du territoire de Vérone. En avril 1312, ils profitent d'une absence de Cangrande pour s'attaquer à Vicence, espérant un soulèvement des guelfes restés en ville. Revenu en hâte, Cangrande retourne la situation et soumet Vicence, qu'il soupçonne de déloyauté à son égard, à une purge sanglante. Les relations entre Cangrande et les Vicentins resteront toujours entachées de soupçons et de griefs réciproques. Le règne de Cangrande va être marqué par un conflit avec Padoue entrecoupé de trêves, de période de paix, d'interventions étrangères, d'alliances, de volte-face, de trahisons et de coups de force, qui va durer plus de 17 ans et faire, selon Allen, 100 000 morts. Finalement, Padoue tombe entre les mains de Cangrande le 10 septembre 1328.
En 1327-1328, Cangrande interfère avec la politique intérieure de Mantoue, prêtant la main à un coup de force qui élimine les Bonnacolsi pour les remplacer par les Gonzague, une famille en phase ascendante. L'intervention se révèlera un mauvais calcul pour les successeurs de Cangrande, qui devront compter avec les Gonzague comme puissance de plus en plus indépendante de Vérone. En 1329, quand il obtient le vicariat impérial sur Mantoue, Cangrande le fait rédiger à son nom "et filiis suis". Il est donc possible qu'ayant désigné ses neveux Alberto (II) e Mastino (II) pour lui succéder à Vérone, Vicence et Padoue, Cangrande ait souhaité réserver Mantoue à ses fils illégitimes.
En juin 1321, Cangrande s'empare de Feltre et, l'année suivante, de Belluno. La noblesse locale, ralliée à lui après ces annexions, constituera un appui pour ses dernières entreprises militaires.
Toujours orienté vers l'est, le regard de Cangrande se porte depuis longtemps sur la province de Trévise. Après plusieurs tentatives, il y entre en vainqueur le 18 juillet 1329, mais il meurt le lendemain, emporté par une fièvre fulgurante. Son corps, sorti de la ville à la tombée de la nuit, regagne Vérone sans aucun apparat. Il est inhumé provisoirement à Santa Maria Antica avant d'être transféré dans le monument funéraire érigé à sa gloire.
À sa mort, Cangrande est seigneur de Vérone, Vicence, Padoue, Trévise, Belluno, Feltre, Monselice, Bassano, vicaire impérial de Mantoue et chef des gibelins italiens. Sa mort prématurée laisse la Seigneurie sans héritier direct. Sur son lit de mort, il a confirmé son intention de porter ses neveux, Alberto — deuxième du nom — âgé de 23 ans et Mastino — deuxième du nom — âgé de 21 ans, à la tête de Vérone et de ses possessions. Le 23 juillet 1329, ils sont élus capitaines du peuple par les différents conseils et, le 27, podestats des Marchands.

### Alberto II et Mastino II

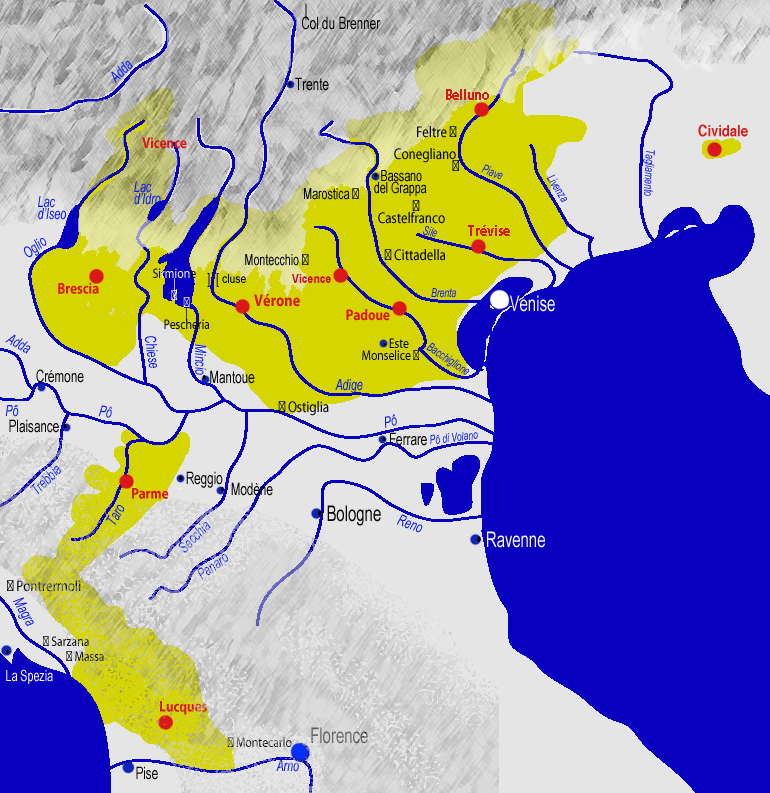
Possessions des Scaliger en 1336.

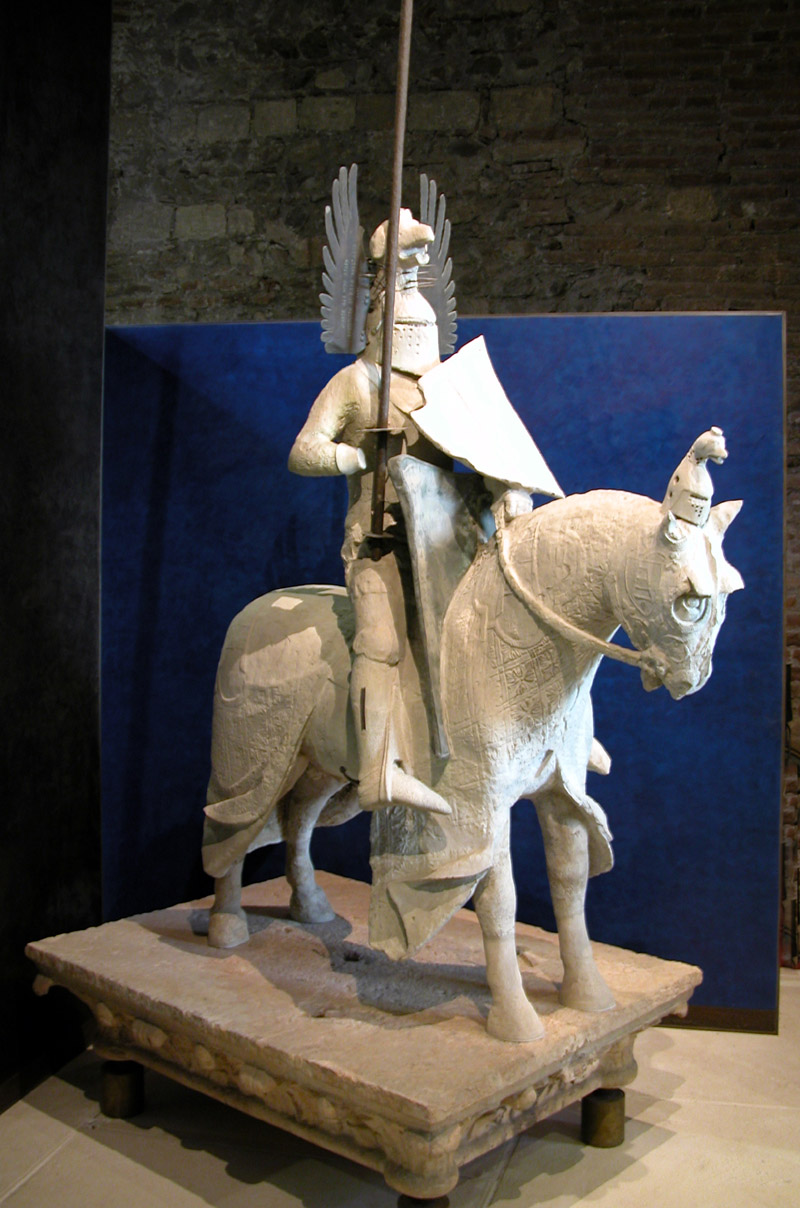
Statue équestre de Mastino II.

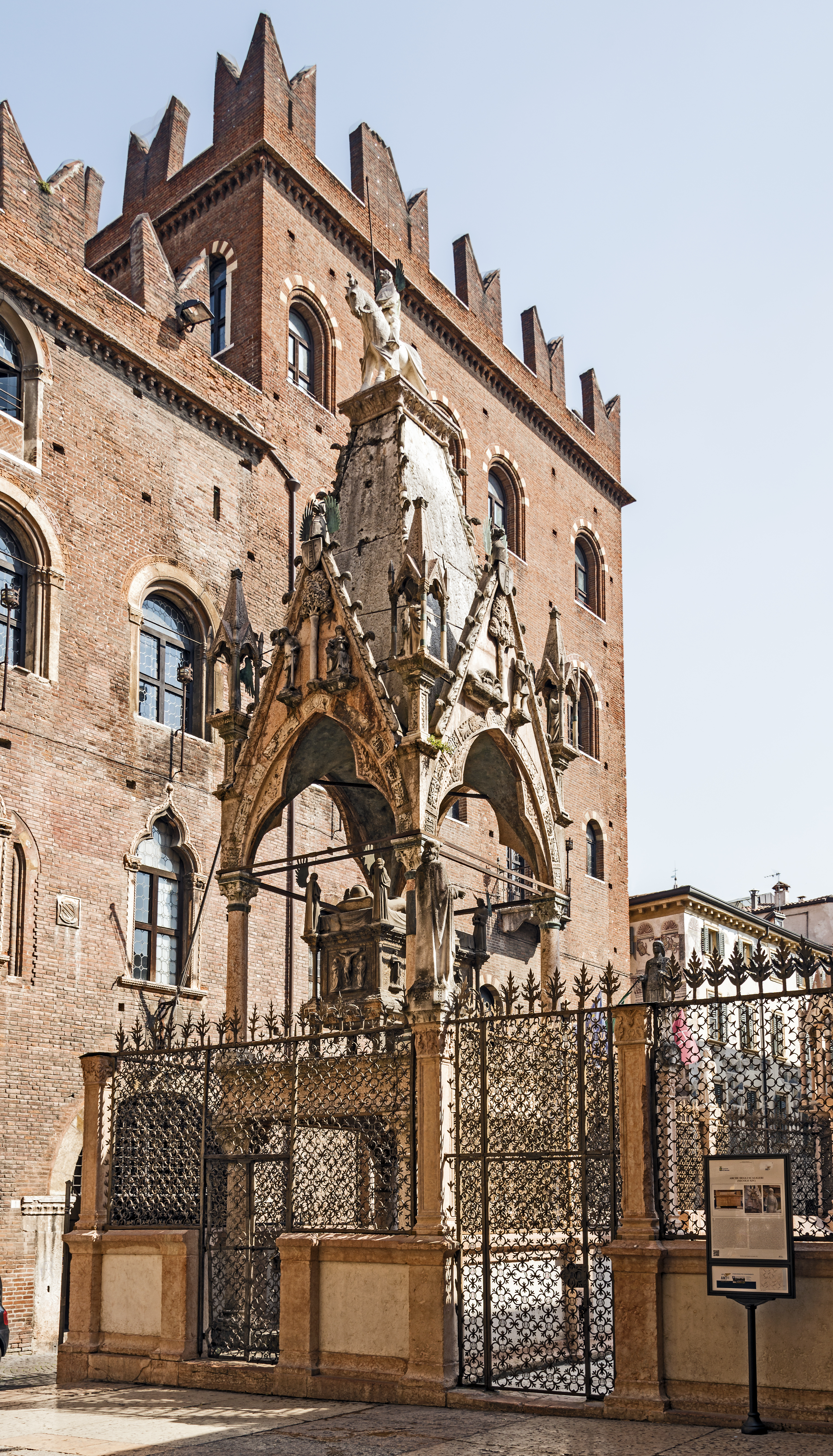
Tombe de Mastino II

Alberto II est peu porté aux affaires du gouvernement. Son frère Mastino II, est ambitieux et déterminé. Très rapidement, le premier laisse au second le contrôle de Vérone et de ses possessions. Quand ils prennent les rênes du pouvoir à Vérone, les deux frères sont dans les meilleurs termes avec leurs puissants voisins : les Visconti, qui règnent sur Milan, la Maison d'Este, qui domine Ferrare, les Gonzague, qui doivent à leur oncle Cangrande leur position à Mantoue, Azzo et Guido da Corregio (à Parme) dont ils sont les neveux par leur mère. Mais l'expansion territoriale de Vérone vers l'est, initiée par Cangrande, inquiète et irrite les Vénitiens. Ceux-ci profitent de l'arrivée des deux jeunes seigneurs pour tester leurs réactions. Ils contestent les modalités d'application de leurs traités de commerce avec Padoue et avec Trévise. Entre 1329 et 1330, impressionnés par leur puissant voisin, Alberto et Mastino cèdent sur tous les points et reportent leurs ambitions vers l'ouest.
Du fait de l'effacement relatif d'Alberto, Mastino II est souvent présenté comme l'artisan de la ruine de la dynastie scaligère. Il poursuit en fait l'expansion territoriale laissée en suspens par la mort de son oncle Cangrande. À l'automne 1330, il s'attaque à Brescia, provoquant l'arrivée en Italie de Jean Ier de Bohême, qui y installe un éphémère « royaume guelfe de Lombardie ». Ligué contre lui avec les Visconti, les Gonzague, la maison d'Este et Florence, Mastino s'empare de Brescia en 1332, puis de Parme et de Lucques en 1335 Leurs domaines s'étendent du Frioul à la Toscane, ils tiennent le lac de Garde, la route des Alpes et les cours d'eau qui en descendent. Leur fortune n'est dépassée que par celle du roi de France. Ils entretiennent à leur cour les féaux des domaines qu'ils ont annexés et les ambassadeurs dépêchés par leurs alliés. Mastino refuse de rétrocéder Lucques à Florence, comme il s'y était engagé. Il provoque ainsi un conflit ouvert, auquel se joint la république vénitienne, inquiète de son expansionnisme agressif. À partir de 1336, réduit à la défensive, ses territoires envahis, Padoue révoltée, Mastino est abandonné par les Visconti, les Gonzague et la Maison d'Este. Le 24 janvier 1339, il doit se résigner à signer, à Venise, une paix qui lui laisse Vérone, Vicence et, provisoirement, Parme et Lucques. La première lui est enlevée en 1341 par Azzo da Correggio. L'année suivante, il cède la seconde, isolée et sans continuité territoriale avec Vérone, aux Florentins.
La perte de Lucques ramène les possessions des Scaliger à ce qu'elles étaient en 1312. À part Vicence, tous les gains territoriaux de Cangrande sont perdus. Vérone redevient un acteur de second rang et les Della Scala quittent progressivement le devant de la scène politique. Alberto, remis en liberté après la paix avec Venise, s'éloigne du monde. Paradoxalement, les domaines des Scaliger profitent de cette régression : la pression fiscale diminue, le saccage des campagnes cesse, la sécurité du commerce est rétablie, et la Seigneurie, renonçant à ses expansions territoriales, se concentre sur la gestion de ses possessions.
Parallèlement, Mastino a dû faire face à la colère du Pape. Le 28 août 1338, alors qu'il est battu en brèche sur tous les fronts, il assassine l'évêque de Vérone, en pleine rue, dans un accès de paranoïa. Le 24 septembre, il est excommunié par le pape Benoît XII. Mortifié par son crime, Mastino implore le pontife de lui pardonner et lui propose de reconnaître sa suprématie sur l'Empereur,. Le 27 septembre, le Pape absout le pénitent, qu'il oblige à se rendre, à pied et tête nue, à la cathédrale de Vérone, pour y demander, devant le peuple assemblé, la levée de son excommunication.
Le 3 juin 1351, après avoir dissipé les douze dernières années de son existence en intrigues brouillonnes et inutiles contre les Visconti et les Gonzague, Mastino II meurt après une brève maladie, à l'âge de 43 ans. Il laisse derrière lui une veuve et six enfants légitimes : trois filles et trois fils : Canfrancesco (connu par la suite sous le nom de Cangrande, deuxième du nom), Cansignorio et Paolo Alboino. Depuis 1339, le nom et la signature d'Alberto II n'apparaissent plus sur les documents officiels et il a pris si peu de part à la seigneurie que le peuple, assemblé le 4 juin 1351 sur la piazza delle Erbe, proclame les trois fils de Mastino co-seigneurs de Vérone. De fait, seul Cangrande II exerce le pouvoir, son frère Cansignorio n'étant âgé que de onze ans et Paolo Alboino encore un bambin. Alberto, qui a donné son accord à la succession, se retire alors définitivement de la vie publique et meurt le 24 septembre 1352.

### Cangrande II et Cansignorio
Quand il arrive au pouvoir, Cangrande II n'a qu'une vingtaine d'années, mais il a déjà livré quelques combats aux côtés de son père et de son oncle. Contrairement à ces derniers, il n'est pas attiré par la guerre et mène une vie de plaisirs qui suscite l'antipathie des Véronais. À son arrivée aux affaires, il congédie les conseillers de son père, supprime de nombreuses pensions, réduit le train de vie de la cour pour se concentrer sur ses dépenses personnelles. Comme ses prédécesseurs, il prend soin de ses relations avec le clergé local.Très influençable, il conduit, pendant les huit années où il se trouve à la tête de Vérone, une politique extérieure opportuniste et brouillonne.

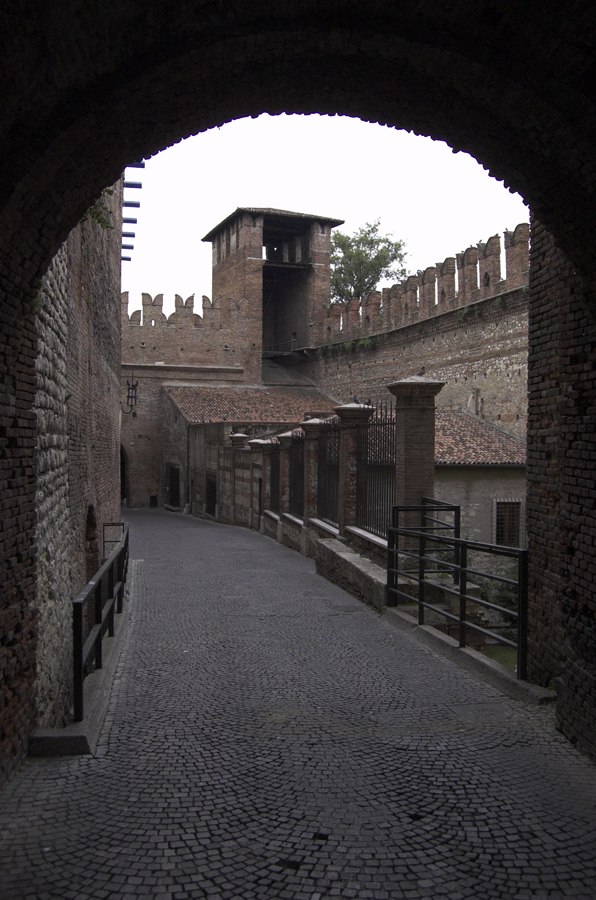
L'intérieur du Castelvecchio, bâti par Cangrande II après le soulèvement de 1354.

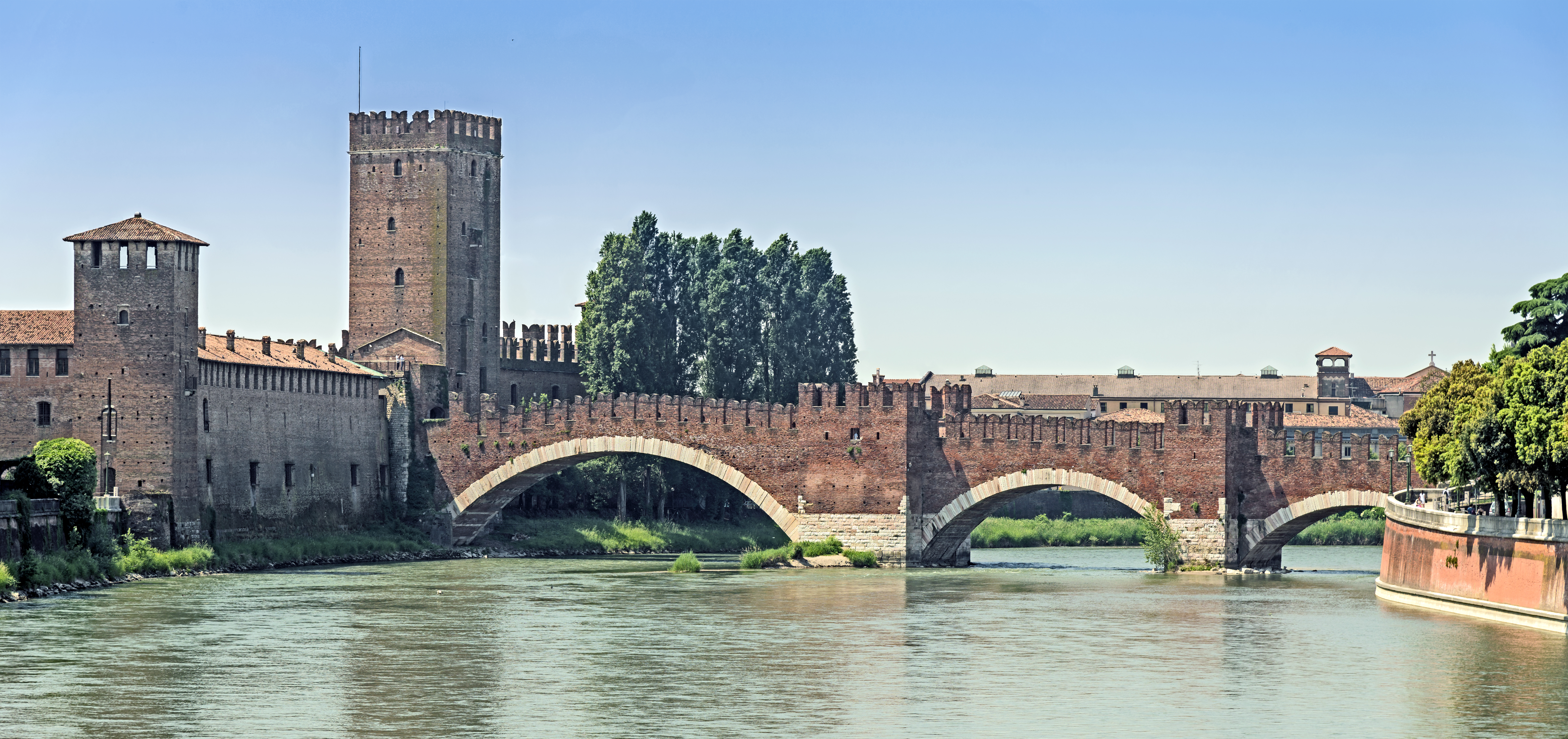
Le pont Scaliger, construit pour permettre de quitter le Castelvecchio (à droite) et de gagner les Alpes.

L'événement le plus marquant de l'époque de Cangrande II reste le soulèvement de Vérone en février 1354. Le 14 du mois, Cangrande quitte la ville pour rendre visite à son beau-frère à Bolzano. Il laisse Vérone à la garde d'Azzo da Coreggio. Il y laisse aussi Fregnano, le bâtard préféré de Mastino II, qu'il n'a eu de cesse d'humilier depuis la mort de leur père. Ayant secrètement préparé le terrain et assuré de solides soutiens, Fregnano annonce publiquement, le 17 février, que Cangrande a été assassiné sur la route de Bolzano. Acclamé par la foule, Fregnano accepte d'exercer le pouvoir au nom de Cansignorio, absent, et de Paolo Alboino, mineur. Après quelques jours d'anarchie, il est formellement investi des pouvoirs sur Vérone en tant que capitaine et podestat des marchands, les deux charges dont le cumul définit, depuis le début de la dynastie scaligère, le titulaire de la Seigneurie. Averti de la traîtrise, Cangrande tourne bride. Le 25 février, il est sous les murs de Vérone. Les insurgés se débandent, Fregnano se noie dans l'Adige, et une répression féroce s'abat sur la ville. Cangrande entre dans un accès de fureur qui dure plusieurs jours et lui vaut son surnom de « Can rabbioso » (le Chien enragé). Le corps de Fregnano, sorti de l'Adige, est exposé nu en place publique et les insurgés qui ont cherché refuge hors de la ville sont pourchassés et exécutés. L'insurrection une fois écrasée, Cangrande se montre étonnamment clément vis-à-vis de la population de Vérone, qu'il estime en effet avoir été trompée par Fregnano.
À la suite du soulèvement, Cangrande fait construire, sur la rive droite de l'Adige, en bordure de la cité, une forteresse, le Castelvecchio, qu'il fait relier à l'autre rive par un pont (le pont des Scaliger) lui permettant de quitter la ville par le nord en cas de rébellion. N'ayant pas de descendant légitime, il tente d'organiser l'avenir de ses trois bâtards,
Cangrande se comporte, vis-à-vis de sa mère et de ses frères, comme un véritable tyran domestique. Le 14 septembre 1359, il est assassiné par son frère Cansignorio, qui se réfugie à Padoue. Le peuple, soulagé par la mort de Cangrande, réclame l'assassin à cor et à cri. Il revient à Vérone le 17 décembre pour y être proclamé, avec son frère Paolo Alboino, co-seigneur de Vérone à vie. Pour la première fois dans l'histoire de la cité, il est même décidé que leurs descendants hériteront du titre.
Cansignorio doit composer avec la réduction territoriale imposée à la cité par les errements de la génération précédente. Limités aux territoires de Vérone et de Vicence, ses domaines sont entourés de puissances expansionnistes : Venise à l'est et les Visconti, qui contrôlent le Milanais à l'ouest. Cansignorio mène une politique extérieure velléitaire et inconstante. Son passage aux affaires est marqué par une série de calamités naturelles, mais il gouverne Vérone d'une manière relativement modérée, n'augmente pas les impôts et enrichit la ville de constructions qui donnent du travail à la population,.
Très pieux, Cansignorio entend la messe chaque jour et voue un culte particulier à Saint Antoine de Padoue. En vertu d'un accord particulier avec la papauté, et en échange d'un droit annuel de 10 à 12 000 florins, il collecte pour celle-ci les revenus de l'Église à Vérone et dans ses possessions, charge à lui d'entretenir un prêtre par paroisse,.
Après avoir longtemps fait une cour assidue à sa belle-sœur Elisabeth de Bavière, et l'avoir même retenue prisonnière pour la faire céder, Cansignorio épouse Agnès de Durazzo, deuxième fille de Charles de Durazzo (de la Maison d'Anjou) et de Marie de Calabre. Leur mariage reste sans enfant. Cansignorio a par ailleurs trois autres enfants connus, tous illégitimes, dont deux fils, Bartolomeo et Antonio, qui vont lui succéder à la tête de Vérone.

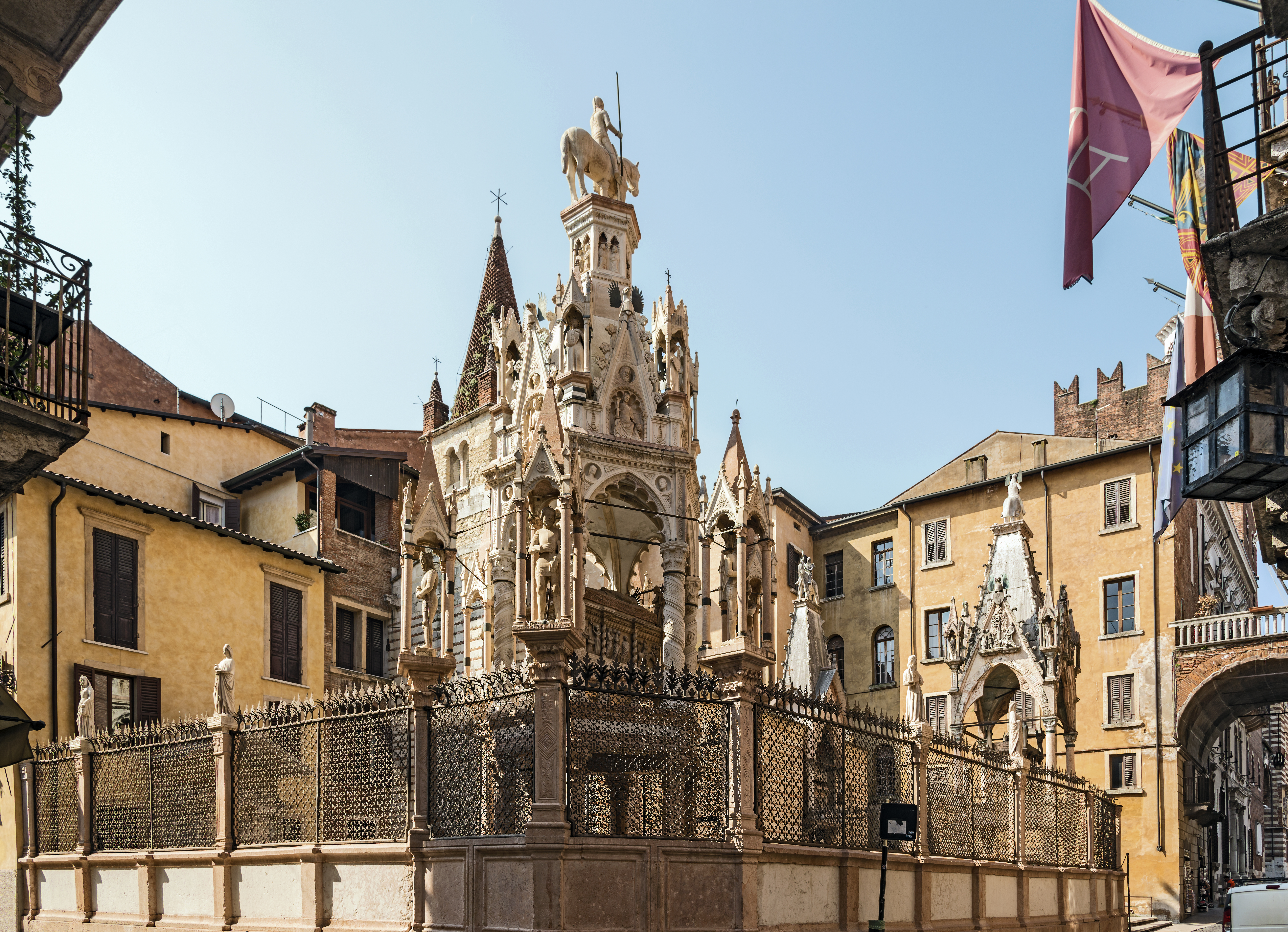
Monument funéraire de Cansignorio della Scala à Vérone.

Tombé gravement malade en 1375, Cansignorio, sentant sa fin prochaine, fait en effet assassiner son frère Paolo Alboino (qu'il tient enfermé dans la forteresse de Peschiera depuis 1365), afin de favoriser ses bâtards. Le peuple exprime des réticences à la nouveauté que représente l'arrivée au pouvoir d'enfants illégitimes, mais une fois prouvée la mort de Paolo Alboino, leur accession à la seigneurie, à Vérone comme à Vicence, se fait sans objection majeure.

### Bartolomeo II et Antonio, la chute des Scaliger
Âgés respectivement de 17 ans et de 11 ans à la mort de leur père, les deux adolescents sont placés sous la tutelle d'un « conseil des Quatre ». À part un conflit avec Milan, cette régence est une période de paix et de prospérité. Le conseil des Quatre administre sagement Vérone et ses possessions, tandis que les jeunes seigneurs, qui, bien que bâtards, ont été éduqués avec raffinement, font briller à nouveau la cour des Scaliger.
Leurs premières décisions leur attirent la sympathie des Véronais mais, à mesure qu'Antonio mûrit, il devient suspicieux, autoritaire et jaloux de Bartolomeo. Celui-ci envisage de quitter Vérone quand, le 12 juillet 1381, il est retrouvé assassiné dans la rue. Malgré ses démonstrations publiques de douleur, il apparaît que l'organisateur du crime est Antonio lui-même, qui reste seul aux commandes de la seigneurie.
En juin 1382, Antonio épouse Samaritana da Polenta, fille du seigneur de Ravenne. Totalement dominé par la jeune femme, il ignore les mises en garde de ses conseillers, se sépare de ses amis et favorise les Ravennates qui entourent son épouse. Cette dernière dépense sans compter, joue les intermédiaires, monnaye les charges, et pousse Antonio à augmenter les impôts.
Antonio entreprend des réformes touchant aux statuts des corporations, au commerce, aux débits de boissons. Il renforce la présence de l'administration centrale dans les campagnes et les villages. Pour compenser le déficit démographique résultant des années de disette, d'épidémies et de guerre, il encourage l'établissement de colons sur les domaines scaligères.
Dans ses premières années, Antonio poursuit la politique de neutralité qui a permis à Vérone de reprendre pied après la réduction territoriale imposée à la seigneurie par les mésaventures politiques et militaires de Mastino II et d'Alberto II. Mais il va bientôt être l'instrument choisi par Venise pour s'opposer à l'expansionnisme des Carrare, qui dominent alors Padoue. Venise parvient à convaincre Antonio de se joindre à la ligue qu'elle a forgée contre les Padouans et leurs alliés. Malgré les moyens engagés, la guerre, entamée à l'automne 1385 se prolonge jusqu'au mois d'octobre 1387. Renfloué par les Vénitiens après chaque défaite, Antonio refuse de les écouter lorsqu'ils lui conseillent de faire alliance avec Milan qui, ayant récemment changé de maître, se propose au plus offrant. Pris en tenaille entre Padoue et Milan, dont il a ignoré les avances, Antonio perd le soutien de Vicence. À partir de l'été 1387, il accumule les défaites et perd peu à peu ses places fortes, qui tombent entre les mains de Milan à l'ouest et de Padoue à l'est. Le 18 octobre, les Milanais, aidés par leurs contacts à l'intérieur de la ville, se font ouvrir la porta San Massimo et pénètrent dans Vérone. La population, donnant libre cours à sa haine d'Antonio, se joint aux soldats pour mettre à sac les bâtiments publics et donner la chasse à son seigneur. Celui-ci n'a d'autre choix que de se barricader dans le Castelvecchio. Il charge ses possessions sur un bateau et, le 19 octobre, s'échappe en descendant l'Adige jusqu'à Legnago.
Après sa fuite, Antonio passe l'hiver 1387-1388 à Venise, puis parcourt la Lombardie et la Toscane à la recherche d'alliés, dépensant ainsi ses dernières ressources. Il meurt, le 5 août 1388, à Trediozio (entre Florence et Faenza), laissant derrière lui sa veuve et son unique fils, Canfrancesco, qui mourra empoisonné à Ravenne, en 1391. Avec la mort d'Antonio, la domination de la famille Della Scala sur Vérone et ses possessions prend définitivement fin et, après 125 années de règne scaligère, la ville passe sous la tutelle des Visconti, puis des Carrare.
Les derniers héritiers directs ou indirects se réclamant des Scaliger vivent à la cour de l'Empereur et cherchent, à plusieurs reprises, à reprendre le contrôle de Vérone. En 1404, Guglielmo fils naturel de Cangrande II, est l'auteur de la seule tentative couronnée de succès : avec l'aide de la population, il parvient à chasser les Milanais de la ville, mais c'est pour mourir dix jours plus tard.
Enfin, en 1405, Vérone tombe entre les mains de la république de Venise.
L'église de Santa Maria Antica, à Vérone, est entourée par les tombes des membres de la famille, qui se présentent sous forme de petits temples (tempietti) d'inspiration gothique lombarde, contenant leurs sarcophages.

## Seigneurs de Vérone
- Mastino della Scala 1262–1277
- Alberto I della Scala 1277–1301
- Bartolomeo I della Scala 1301–1304
- Alboino della Scala 1304–1308
- Cangrande della Scala 1308–1329
- Alberto II della Scala 1329–1351 (avec Mastino II)
- Mastino II della Scala 1329–1351
- Cangrande II della Scala 1351–1359
- Paolo Alboino della Scala 1359–1375 (avec Cansignorio)
- Cansignorio della Scala 1359–1375
- Bartolomeo II della Scala 1375–1381
- Antonio della Scala 1381–1387

## Lignée allemande
Guglielmo († 1404), fils naturel de Cangrande II della Scala, dont les descendants ont vécu en Bavière sous le nom de Von der Leiter (ou Von der Laitter).
Paolo († 1441)
Giovanni († 1490)
Giovanni († 1541), seigneur d'Amerang
Giancristoforo († 1544), condottiere
Giovanni Ermundo († 24 avril 1592)
Giovanna (1574-1654) baronesse de Lamberg, épouse de Siegmund II comte de Dietrichstein et mère de Massimiliano di Dietrichstein